# Като Сванидзе
Екатерина (Като) Семьоновна Сванидзе (на грузински: ეკატერინა (კატო) სვიმონის ასული სვანიძე -ჯუღაშვილი) 2 април [14] 1885, Баджи, Кутаиска губерния, Руска империя – 22 ноември [ 5 декември ] 1907, Тифлис, Тифлиска губерния, Руска империя) е първата съпруга на Йосиф Сталин, майка на най-големия му син и баща на правнука му син на Яков Джугашвили.

## Биография
Дъщеря на Семьон (Симеон) Сванидзе, потомък на азнаур (дребен грузински благородник), и Сепора (Сапора) Двали-Сванидзе. Сестри – Мария (1888 – 1942) и Александра, братя – Александър (Альоша) (1886 – 1941) и Михаил (Миха). Живял в Тифлис (Фрейлинская, 3). Тя работи като надничарка: перачка и шивачка.
Брат ѝ е учил при Йосиф Джугашвили в Тифлиската богословска семинария.
Сватбата се състои в нощта на 16 юли 1906 г. в тифлиската църква „Свети Давид“. Нейният кръстник е Миха Цхакая.
Тя почива от чревно кървене, причинено от туберкулоза или коремен тиф, на 22 ноември (5 декември) 1907 г., оставяйки след себе си осеммесечен син Яков Джугашвили, който е отгледан от майка ѝ.
Тя е погребана в Тбилиси на гробището Кукия.  .
Британският историк Саймън Монтефиоре, автор на книгата „Младият Сталин“, не се съмнява в искреността и силата на чувствата на Сталин към Като.